# Onitis damoetas
Onitis damoetas är en skalbaggsart som beskrevs av Christian von Steven 1806. Onitis damoetas ingår i släktet Onitis och familjen bladhorningar. Inga underarter finns listade i Catalogue of Life.